# Pachia Ammos
Pachia Ammos (griechisch Παχεία Άμμος [paˈçʲa ˈamɔs] (f. sg.)) ist ein Dorf und eine Ortsgemeinschaft der Gemeinde Ierapetra im Osten der griechischen Insel Kreta. Der Hauptort hat 574 Einwohner.

## Siedlungen
Zur Ortsgemeinschaft Pachia Ammos gehören noch die Dörfer 
- Vasiliki (Βασιλική), 72 Einwohner
- Monastiraki (Μοναστηράκι), 16 E.
- Xirokambos (Ξηρόκαμπος), 184 E.

## Lage
Der Ort liegt an der schmalsten Stelle der Insel zwischen den Ortschaften Amoudara und Kavousi etwa 20 km östlich von Agios Nikolaos, direkt am Golf von Mirabello. Nach Ierapetra zur Südseite Kretas sind es etwa 17 km. Zur Insel Psira sind es nach Nordosten per Schiff 6 km, die unbewohnte kleine Insel Konida mit nur ca. 5000 m² liegt knapp einen Kilometer vom Strand von Pachia Ammos entfernt. Man nimmt an, dass der Ort in der Antike ein wichtiger Hafen war. So transportierte man Waren über den Isthmus von und nach Ierapetra, Kretas Tor nach Nordafrika, und ersparte sich den gefährlichen Seeweg um die Ostküste. Auch das antike Minoa wird in der Nähe von Pachia Ammos lokalisiert.

## Name und Wirtschaft

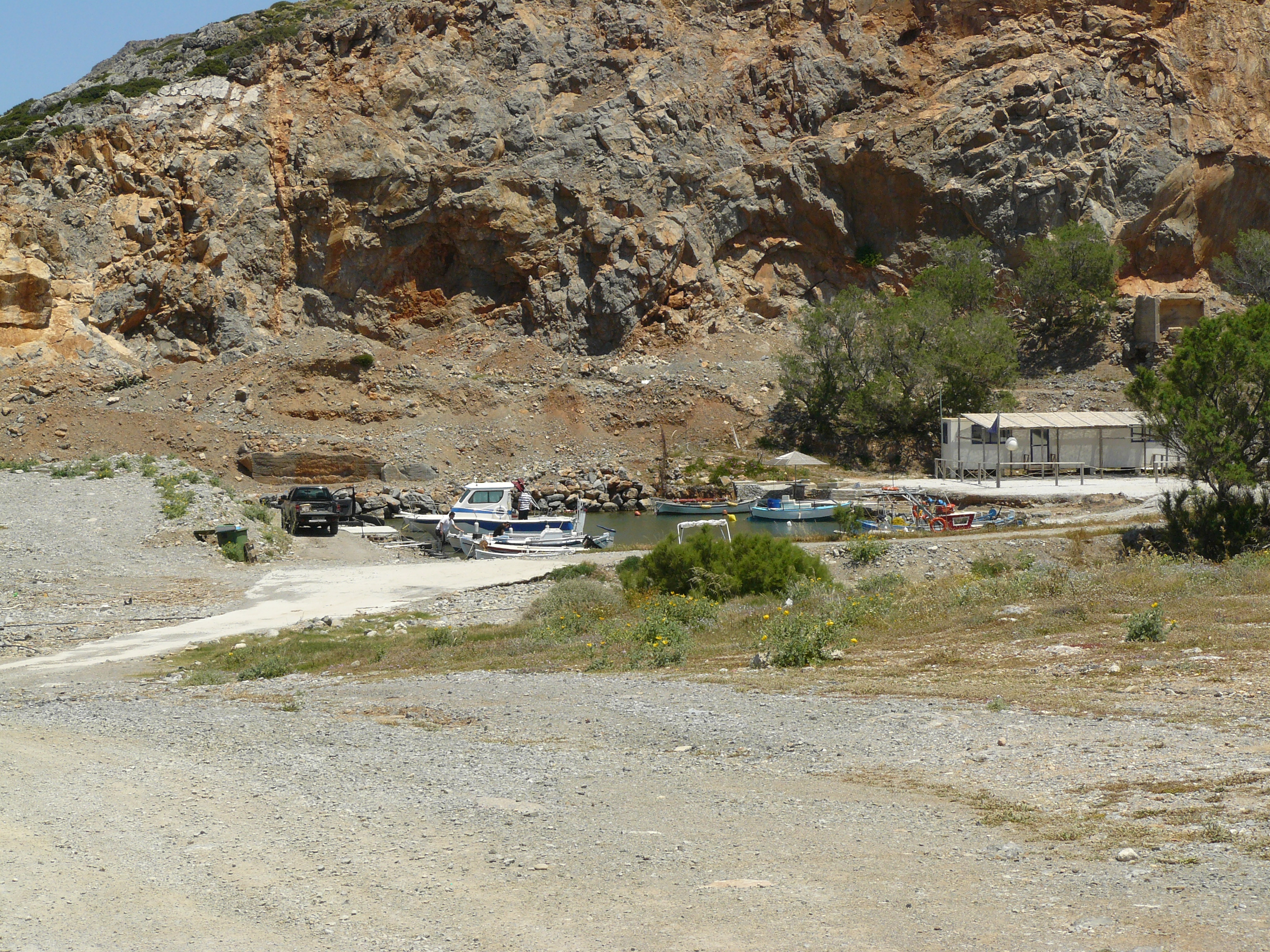
Fischerhafen von Pachia Ammos

Der Name bedeutet ‚dichter Sand‘ und weist auf den Strand hin. Haupteinnahmequelle der Bewohner ist der Tourismus. Nur wenige betreiben noch Fischfang und Landwirtschaft. In Pachia Ammos wurden Teile des Films Tsatsiki – Tintenfische und erste Küsse (1999) gedreht. Der Ort besitzt im Osten einen kleinen Hafen mit einer Einfahrt von Westen her.

## Archäologische Grabungen
Am 15. April 1903 und vom 4. bis zum 6. Juni desselben Jahres führte die Archäologin Harriet Ann Boyd Probegrabungen in Pachia Ammos durch und entdeckte 200 Meter von der Küste entfernt am Ort sta Hellenika den Keller eines 42,4 Meter langen Gebäudes. Bei diesem Gebäude handelte es sich vermutlich um ein griechisch-römisches Händlerlager. In direkter Nachbarschaft fand sie zwei Zisternen und ein Aquaedukt. Harriet Boyd berichtete, dass in der Nähe ein türkischer Bauer beim Pflügen ein Teil eines Marmorsitzes entdeckt habe.
Bei Unwettern im Oktober 1913 spülten die Wassermassen aus den Bergen einen 20 Meter breiten und einen Meter tiefen Graben bei Pachia Ammos frei und es kamen minoische Krüge zum Vorschein. Sobald es das Wetter zuließ wurden hier vom 8. April bis zum 9. Mai 1914 archäologische Grabungen durchgeführt und im Januar 1915 legte der Archäologe Richard Berry Seager innerhalb von zwei Wochen 20 Meter vom Meer entfernt einen etwa 40 m mal 150 m großen Friedhof frei. Der Friedhof wurde von der frühminoischen bis in die spätmionoische Zeit (SM I) verwendet. Seager fand 213 Gefäßbestattungen, wobei über den Leichnam in Hockposition ein großer Krug – meist ein Vorratsgefäß – gestülpt wurde. In der Regel wurde ein ausgedientes Gefäß verwendet, doch scheint es auch Gefäße gegeben zu haben, die extra für die Bestattung hergestellt wurden. Des Weiteren fand man sechs Bestattungen in Larnaken, wobei ein seltenes Exemplar aus der frühminoischen Zeit zum Vorschein kam.
Die Bemalung auf den Gefäßen war in dem feuchten Boden erstaunlich gut und besser als in trockenem Boden erhalten. Die meisten Gefäße waren mit Tropfmustern (engl. drip pattern oder trickle style) verziert. Hierbei ließ man die Malfarbe außen am Gefäß herabrinnen.

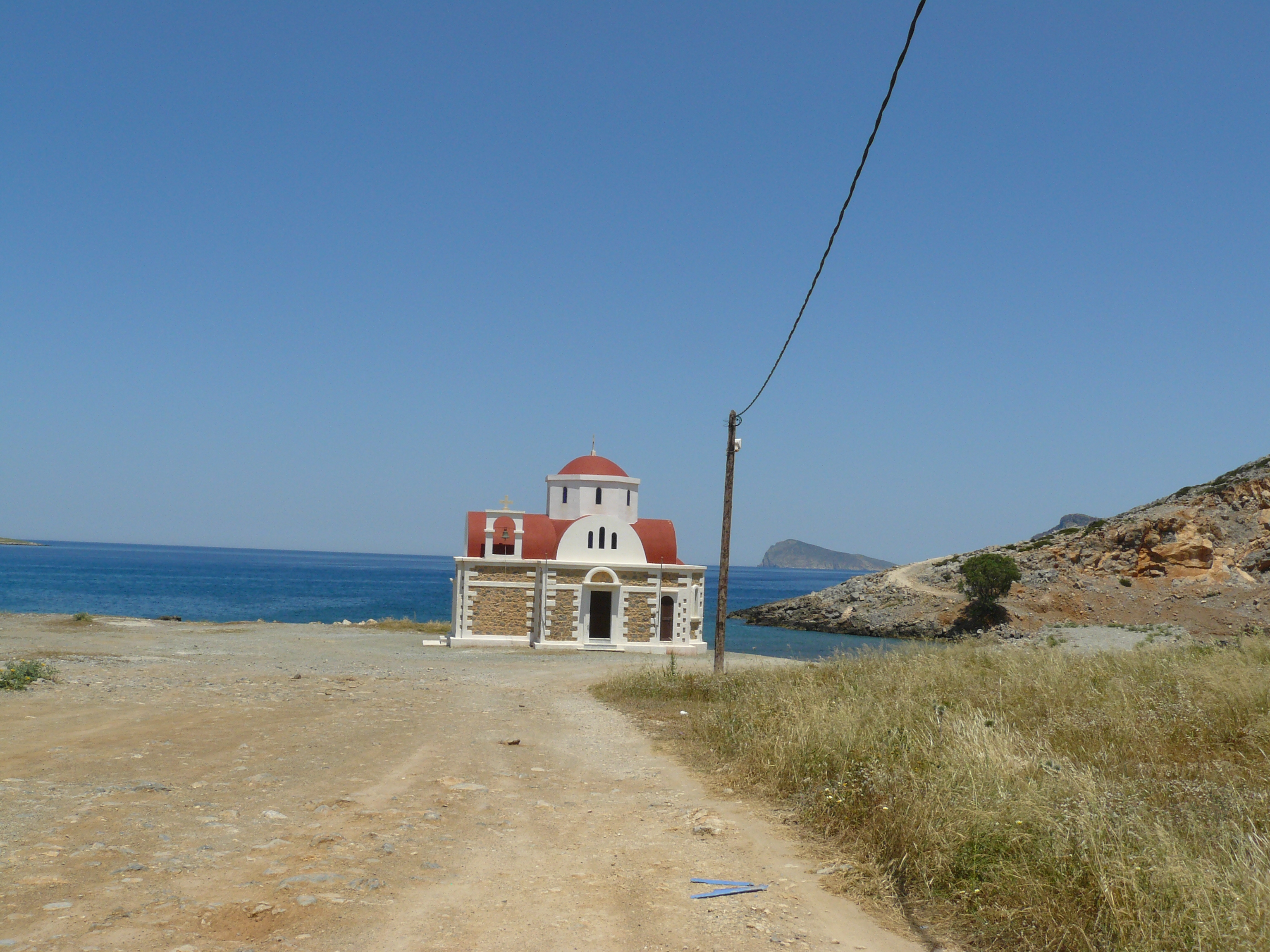
Kreuzkuppelkirche Agia Fotini

## Sehenswertes
- Kreuzkuppelkirche Agia Fotini (Αγία Φωτεινή) beim Fischerhafen an der Grenze zur Gemeinde Kavousi.
- Beim Ortsteil Vasiliki Richtung Ieraptera fand man an der Ausgrabungsstätte Vasen im bekannten Vassiliki-Stil.
- In unmittelbarer Nähe nach dem Ortsausgang im Westen liegt die minoische Ausgrabungsstätte Gournia.
- Etwa einen Kilometer in Richtung Süden beim Ort Monastiraki findet man den Einstieg zur Cha-Schlucht.
- Südwestlich der Cha-Schlucht liegen die minoischen Ruinen von Halasmenos.
- In der nördlichen Felswand der Cha-Schlucht befindet sich Katalymata, eine minoische Fluchtburg.